# Campionati europei di pentathlon moderno 2015
I Campionati europei di pentathlon moderno 2015 sono stati la 24ª edizione della competizione. Si sono svolti dal 18 al 23 agosto 2015 a Bath, in Gran Bretagna.

## Programma
| Data      | Evento                                 |
| --------- | -------------------------------------- |
| 18 agosto | Staffetta mista                        |
| 19 agosto | Staffetta femminile Staffetta maschile |
| 20 agosto | Qualificazione individuale maschile    |
| 21 agosto | Qualificazione individuale femminile   |
| 22 agosto | Finale individuale maschile            |
| 23 agosto | Finale individuale femminile           |

## Podi

### Maschili
| Evento      | Oro                                                       | Punteggio | Argento                                               | Punteggio | Bronzo                                         | Punteggio |
| Individuale | Arthur Lanigan-O'Keeffe                                   | 1487      | Valentin Prades                                       | 1476      | Riccardo De Luca                               | 1475      |
| A squadre   | Francia Christopher Patte Valentin Prades Valentin Belaud | 4384      | Russia Il'ja Frolov Egor Pučkarevskiy Aleksandr Lesun | 4354      | Rep. Ceca Jan Kuf David Svoboda Ondřej Polívka | 4348      |
| Staffetta   | Ucraina Dmytro Kyrpuljans'kyj Jurij Fedečko               | 1472      | Ungheria Bence Harangozo Istvan Malits                | 1466      | Italia Tullio De Santis Valerio Grasselli      | 1469      |

### Femminili
| Evento      | Oro                                                       | Punteggio | Argento                                                | Punteggio | Bronzo                                             | Punteggio |
| Individuale | Laura Asadauskaitė                                        | 1371      | Élodie Clouvel                                         | 1368      | Lena Schöneborn                                    | 1361      |
| A squadre   | Gran Bretagna Freyja Prentice Kate French Samantha Murray | 3960      | Germania Lena Schöneborn Janine Kohlmann Annika Schleu | 3929      | Italia Claudia Cesarini Alice Sotero Gloria Tocchi | 3926      |
| Staffetta   | Germania Annika Schleu Lena Schöneborn                    | 1397      | Russia Svetlana Lebedeva Ekaterina Khuraskina          | 1372      | Lituania Emilija Serapinaite Lina Batuleviciute    | 1359      |

### Misti
| Evento          | Oro                                      | Punteggio | Argento                                   | Punteggio | Bronzo                                    | Punteggio |
| Staffetta mista | Italia Camilla Lontano Valerio Grasselli | 1.464     | Bielorussia Katsiaryna Arol Ilya Palazkov | 1.448     | Russia Donata Rimshayte Aleksandr Kukarin | 1.445     |

## Medagliere
| Pos.   | Paese         | Oro | Argento | Bronzo | Totale |
| ------ | ------------- | --- | ------- | ------ | ------ |
| 1      | Francia       | 1   | 2       | 0      | 3      |
| 2      | Germania      | 1   | 1       | 1      | 3      |
| 3      | Italia        | 1   | 0       | 3      | 4      |
| 4      | Lituania      | 1   | 0       | 1      | 2      |
| 5      | Gran Bretagna | 1   | 0       | 0      | 1      |
| 5      | Irlanda       | 1   | 0       | 0      | 1      |
| 5      | Ucraina       | 1   | 0       | 0      | 1      |
| 8      | Russia        | 0   | 2       | 1      | 3      |
| 9      | Ungheria      | 0   | 1       | 0      | 1      |
| 10     | Bielorussia   | 0   | 0       | 1      | 1      |
| 10     | Rep. Ceca     | 0   | 0       | 1      | 1      |
| Totale | Totale        | 7   | 7       | 7      | 21     |